# Inter-AM
El campionat Inter-AM de motocròs, anomenat oficialment Inter-AM Series, va ser un torneig internacional que es disputà als Estats Units d'Amèrica a finals de la dècada del 1960. El creador i organitzador en va ser l'importador de Husqvarna Edison Dye, amb la intenció de promocionar aquest esport al seu país en una època en què encara no hi era gens popular. La Inter-AM fou un èxit i acomplí els seus objectius amb escreix, fent que el motocròs passés de ser gairebé desconegut als EUA a gaudir-hi de gran popularitat i propiciant el sorgiment de nombroses figures internacionals a partir de la dècada de 1980.
La Inter-AM es disputà per darrer cop l'any 1970, coincidint amb la instauració d'un torneig similar per part de la federació nord-americana, anomenat Trans-AMA.

## Història
Als Estats Units, ja a la darreria de la dècada de 1920 s'hi organitzaven els anomenats Tourist Trophy, competicions similars als scramble o curses de motocròs del Regne Unit. Però amb l'arribada de la Gran depressió, durant la dècada de 1930, el motociclisme (i amb ell, l'incipient motocròs) gairebé va desaparèixer del tot al país, on les motocicletes no gaudien de tanta popularitat com a Europa i eren considerades un objecte de luxe totalment prescindible en època de crisi. Passada la Segona Guerra Mundial, amb la millora econòmica que es produí durant la dècada de 1950, els esports començaren a popularitzar-se als EUA, ajudats per l'aparició de la televisió. Però a mitjan anys 60 el motocròs era encara una disciplina exòtica, amb uns pocs seguidors als estats del Nord-est i al sud de Califòrnia.

### 1966, Torsten Hallman
Fou aleshores quan entrà en escena Edison Dye, un empresari californià que havia estat a Europa i havia vist en acció les lleugeres Husqvarna, intuint el negoci que suposaria importar-les al seu país. Així doncs, Dye establí contacte amb la fàbrica de Suècia i n'esdevingué distribuïdor en exclusiva per als EUA. Per tal de promocionar el seu producte, contractà un dels millors especialistes europeus de l'època: el campió del món de 250cc Torsten Hallman, amb la idea que fes una gira d'exhibició per la costa oest durant el 1966. La seva tournée fou un èxit sense precedents que feu créixer exponencialment l'interès per aquest esport entre el públic nord-americà i promogué una munió de fans i de practicants.

### 1967, Inter-AM

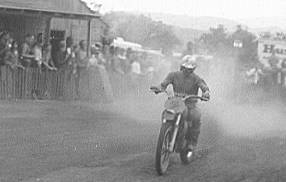
Bengt Åberg a Westlake, durant la Inter-AM de 1969

En vistes de l'èxit, Dye tornà a Europa el 1967 i hi contractà no només Hallman i altres pilots de Husqvarna, sinó també els millors pilots de les marques rivals, per tal que anessin als EUA a participar en un torneig promocional un cop acabada la temporada internacional a Europa. Acabava de néixer l'anomenada oficialment Inter-America, coneguda aviat com a Inter-AM i també com a Flying Circus. A partir d'aleshores, Dye començava una nova etapa empresarial com a promotor de curses. Atès que en aquell temps l'AMA no era encara una federació homologada internacionalment, l'entitat que donà cobertura a l'esdeveniment fou una organització anomenada Motorcycle International Clubs of the United States (MICUS).
La Inter AM fou un èxit de participació i de públic. No era, però, un esdeveniment de caràcter nacional, ja que no recorria tots els estats de la unió, i a més a més no era emesa per la televisió. A banda, els pilots estatunidencs que hi participaven no tenien res a fer contra els astres europeus de l'època, representats -a banda l'esmentat Hallman- per Roger De Coster, Joël Robert, Dave Bickers, Åke Jonsson i altres.

### 1970, Trans-AMA
La Inter-AM s'anà desenvolupant anualment fins que el 1970 la federació americana, l'AMA, ingressà a la FIM i instaurà una mena de torneig paral·lel que anomenà Trans-AMA. En entrar en conflicte ambdues competicions, la Inter-AM fou cancel·lada i a partir d'aleshores se celebrà anualment la nova Trans-AMA, passant a ser-ne el promotor de les curses el mateix Edison Dye.

## Campions de la Inter-AM
| Edició | Any  | Pilot           | Motocicleta |
| ------ | ---- | --------------- | ----------- |
| I      | 1967 | Torsten Hallman | Husqvarna   |
| II     | 1968 | Joël Robert     | ČZ          |
| III    | 1969 | Arne Kring      | Husqvarna   |
| IV     | 1970 | Åke Jonsson     | Maico       |